# Vampires Suck
Vampires Suck (bra: Os Vampiros que Se Mordam; prt: Ponha Aqui o Seu Dentinho) é um filme estadunidense de 2010, do gênero comédia de terror, escrito e dirigido por Jason Friedberg e Aaron Seltzer.

## Sinopse
Nesta sátira de Twilight e The Twilight Saga: Eclipse, Becca está indecisa entre dois rapazes: um pálido e temperamental e outro fofo até demais. Até se decidir entre os dois, precisa sobreviver (literalmente) a um jantar de família. Enquanto isso, o baile de formatura se aproxima.

## Elenco
- Jenn Proske é Rebecca 'Becca' Crane
- Matt Lanter é Edward Sullen
- Chris Riggi é Jacob White
- Jeff Witzke é Dr. Carlton Sullen
- Crista Flanagan é Eden Sullen
- Kelsey Ford é Iris Sullen
- Ken Jeong é Daro Aro
- Anneliese van der Pol é Jennifer
- Jun Hee Lee é Derrick
- Nicole Parker é Lady Gaga
- Arielle Kebbel é Rachel

## Recepção
No site agregador de críticas Rotten Tomatoes, 5% das 84 resenhas dos críticos são positivas. O consenso diz: "Estupidamente amplo e totalmente desprovido de risos, Vampires Suck representa um ligeiro passo em frente para a equipe Friedberg-Seltzer."